# Ludwik Urbano Lanaspa
Ludwik Urbano Lanaspa (ur. 3 czerwca 1882 w Saragossie, zm. 21 sierpnia 1936) – hiszpański dominikanin, męczennik, błogosławiony Kościoła katolickiego.

## Życiorys
Luís Urbano Lanaspa urodził się 3 czerwca 1882 roku. W wieku 14 lat wstąpił do seminarium diecezjalnego, gdzie studiował filozofię i pełnił funkcję zakrystiana w klasztorze sióstr dominikanek św. Agnieszki. 30 października 1898 roku wstąpił do Zakonu Kaznodziejskiego i złożył śluby zakonne. 22 września 1906 roku otrzymał święcenia kapłańskie. Uzyskał doktorat z fizyki na La Universidad Central w Madrycie. Został zamordowany w czasie wojny domowej w Hiszpanii.
Beatyfikowany 11 marca 2001 roku przez papieża Jana Pawła II w grupie 233 męczenników.